# Mariya Litoshenko
Mariya Petrivna Litoshenko (em ucraniano:Марія Петрівна Літошенко, Kiev, 24 de setembro de 1949) é uma ex-handebolista soviética, campeã olímpica.

## Carreira
Ela fez parte da geração soviética campeã da primeiras Olimpíada do handebol feminino, em Montreal 1976, com um total de 6 gols, em 5 jogos.